# Кундряк (Уфимский район)
Кундряк (баш. Күндерәк) — деревня в Уфимском районе Республики Башкортостан Российской Федерации. Входит в состав Черкасского сельсовета. 

## География

### Географическое положение
Расстояние до:
- районного центра (Уфа): 40 км,
- центра сельсовета (Черкассы): 6 км,
- ближайшей ж/д станции (Черниковка): 26 км.

## Население
| 2002 | 2009 | 2010 |
| ---- | ---- | ---- |
| 5    | ↘4   | ↘2   |

### Национальный состав
Согласно переписи 2002 года, преобладающая национальность — русские (100 %).